# Romain Nicolas
Romain Nicolas est un scénariste, producteur et réalisateur français né à Mantes-la-Jolie en 1982.

## Biographie
Il quitte la province et des études scientifiques pour Paris en 2002, et entreprend des études de cinéma à l'ESRA. Il y réalise ses premiers travaux, et en sort en 2005.
Il travaille entre 2006 et 2009 comme assistant régisseur adjoint (stagiaire régie) et assistant de post-production.
En 2010, il crée sa société de production , et lance la réalisation de son premier long-métrage, Par les épines, largement autoproduit. Le film sort au cinéma le 10 octobre 2012.

## Filmographie

### Courts métrages
- 2003 : Parat Chikov, sa vie, ses printemps (5 min)
- 2003 : La Barrière (4 min)
- 2004 : Ex Machina (12 min)
- 2005 : Sur Paroles (13 min)

### Long métrage
- 2012 : Par les épines

## Distinctions
- 2011 : Premier prix au festival du cinéma indépendant de Joyeuse pour Par les épines